# Bred kornlöpare
Bred kornlöpare (Amara ovata) är en skalbaggsart som först beskrevs av Fabricius 1792.  Bred kornlöpare ingår i släktet Amara, och familjen jordlöpare. Arten är reproducerande i Sverige.